# Kozluk
Kozluk je naseljeno mjesto u sastavu općine Zvornik, Republika Srpska, BiH.

## Povijest
Kozluk je do 1963. godine bio i sjedište općine koja je obuhvatala sjeveroistočni dio današnje općine Zvornik uz rijeku Drinu prema Janji. Ova općina je na popisu iz 1961. godine imala 17.461 stanovnika, od toga 13.098 Srba (75,01%), 4.312 Muslimana (24,69%) i 15 Hrvata (0,08%). Obuhvatala je naseljena mjesta: Buložani, Donja Pilica, Donji Lokanj, Gornja Pilica, Gornji Lokanj, Jasenica, Jusići, Kiseljak, Kozluk, Malešići, Pađine, Petkovci, Roćević, Skočić, Šepak Donji, Šepak Gornji, Tabanci, Trnovica, Tršić, Ugljari i Vrela.

## Stanovništvo
| Kozluk             |                |                |                |
| godina popisa      | 1991.          | 1981.          | 1971.          |
| Muslimani          | 2.565 (85,01%) | 2.232 (84,16%) | 1.851 (87,51%) |
| Srbi               | 302 (10,00%)   | 259 (9,76%)    | 248 (11,72%)   |
| Hrvati             | 3 (0,09%)      | 1 (0,03%)      | 3 (0,14%)      |
| Jugoslaveni        | 76 (2,51%)     | 56 (2,11%)     | 0              |
| ostali i nepoznato | 71 (2,35%)     | 104 (3,92%)    | 13 (0,61%)     |
| ukupno             | 3.017          | 2.652          | 2.115          |